# Mossaholmen, Pyttis
Mossaholmen är en ö i Finland. Den ligger i Finska viken och i kommunen Pyttis i den ekonomiska regionen  Kotka-Fredrikshamn i landskapet Kymmenedalen, i den södra delen av landet. Ön ligger omkring 18 kilometer sydväst om Kotka och omkring 97 kilometer öster om Helsingfors.
Öns area är 5,6 hektar och dess största längd är 480 meter i sydöst-nordvästlig riktning.